# Pehr Edman
Pehr Victor Edman (Stoccolma, 14 aprile 1916 – Monaco di Baviera, 19 marzo 1977) è stato un biochimico svedese, divenuto famoso per aver sviluppato un metodo di sequenziamento polipeptidico, chiamato appunto Degradazione di Edman.

## Biografia
Nato da Victor Pontus Edman e da Edvina Fredrika, nel 1935 Pehr entrò nel Karolinska Institute per studiare medicina. Impegnato come ricercatore passò un anno presso il Rockefeller Institute di Princeton, USA, presso il laboratorio del professor Erik Jorpes. Nel 1947 accettò il ruolo di professore associato presso l'Università di Lund, in Svezia.
Il 16 agosto del 1944 a Kungsholmen sposò Theresia Bergström con la quale ebbe un figlio maschio e una femmina, e dalla quale divorziò nel 1957.
Nel 1957 si trasferì a Melbourne per lavorare presso la School of Medical Research, un'istituzione specializzata per la biochimica. Rimase in Australia per 15 anni; qui si risposò con la collega Cecilia Leux Henschen, che aveva come lui iniziato il percorso di studi al Karolinska Institute. Nel 1965 prese la cittadinanza australiana.
Fu anche un discreto violinista.
Morì a Monaco di Baviera il 19 marzo del 1977 a causa di un tumore cerebrale.

## Ambito occupazionale
Il suo lavoro si occupò principalmente delle proteine, in particolare si interessò al sequenziamento polipeptidico, per la determinazione della struttura aminoacidca. Per il suo dottorato isolò (dal sangue) e analizzò il piccolo ormone angiotensina implicato nella regolazione della pressione sanguigna. Si rese conto che per poterne studiare il meccanismo d'azione era indispensabile sapere l'ordine della sequenza dei 14 aminoacidi che lo compongono. Mise a punto una metodica grazie alla quale fu possibile determinare la corretta sequenza di aminoacidi all'interno di una proteina; la metodica fu denominata dal biochimico danese Kai Linderstrøm-Lang "Degradazione di Edman".

## Riconoscimenti
Vinse la medaglia d'oro conferita dalla Swedish Society of Physicians and Surgeons nel 1971.
Nel 1974 divenne membro della Royal Society di Londra.